# 大旗正二
大旗 正二（おおはた しょうじ、1913年 - 没年不詳）は、日本の建築家。

## 作品
宮島町庁舎（昭和43年コンペ一等当選、昭和44年）、酔心ビル本店（昭和46年）、宮島町立宮島中学校体育館（昭和46年）、般舟寺（昭和44年）社会保険中京病院と「光庭」（昭和45年）岡山済生総合病院（昭和46年）など。この他、タシュケント・オペラ劇場の壁面装飾デザイン、広島市中央公園噴水の台座（モニュメント共作、北村西望と大旗正二）や平和の時計塔（1967年10月28日広島鯉城ライオンズクラブにより建立）ほか。